# Общая внешняя политика и политика безопасности
Общая внешняя политика и политика безопасности стран Европейского союза (сокр. ОВПБ; англ. Common Foreign and Security Policy, сокр. англ. CFSP) — это организованная, согласованная внешняя политика Европейского союза (ЕС), направленная в основном на безопасность и дипломатию в области обороны. 
Интеграция в области ОВПБ шла со значительными трудностями.
Первая попытка интеграции была предпринята в начале 1952 года, когда Франция, ФРГ, Италия и Бельгия, Нидерланды, Люксембург подписали договор об учреждении Европейского Оборонительного сообщества (ЕОС). Однако парламент Франции заблокировал создание ЕОС. Интеграция стала развиваться в направлении от экономики к политике.
В 1974 году был учреждён Европейский совет на уровне глав государств и правительств, принявший рекомендацию об учреждении Политического союза.
Переговоры и консультации об учреждении Политического союза натолкнулись на традиционное противостояние защитников прерогатив национальных государств и сторонников наднациональности, также многие страны выступали против дублирования функций НАТО.
В Милане в 1985 году Канцлер ФРГ Коль и президент Франции Миттеран выдвинули совместный проект Договора о Европейском союзе, предусматривавший проведение согласованной внешней и оборонной политики.
В июне 1992 года на совещании в Бонне страны ЗЕС приняли «Петерсбергскую декларацию», касавшуюся отношений между ЗЕС, ЕС и НАТО. Декларация предусматривала расширение функций ЗЕС. Он должен был не только гарантировать оборону территорий стран-участниц, но и освоить проведение гуманитарных и спасательных операций, миротворческих миссий, а также выполнение задач по управлению кризисами, включая понуждение к миру в интересах всего ЕС.
Взаимодействовать с НАТО ЗЕС начал только в 1994 году, когда Америка, опасаясь потери своего влияния в мире, побудила страны принять «Берлинскую формулу НАТО», которая подразумевала развитие союза на основе военной инфраструктуры Северного альянса и тесном взаимодействии с США. В последующем ЗЕС был включён в ЕС по Амстердамскому договору.
Маастрихтский договор 1993 года впервые ввёл понятие трёх опор ЕС. Второй опорой является формирование Общей внешней политики и политики безопасности, в договоре провозглашаются следующие принципы:
1. Защита общих ценностей в соответствии с Уставом ООН.
2. Усиление безопасности ЕС.
3. Сохранение мира и международной безопасности.
4. Повышение единоличной роли ЕС в определении единой внешней политики.
5. Создание Подразделения по планированию новой политики и раннему предупреждению с целью анализа международных событий и выработке решений.
6. Введение поста Верховного представителя по вопросам общей внешней политики и политики безопасности.

ОВПБ стала новым направлением деятельности ЕС, развивающим опыт «европейского политического сотрудничества» и предусматривающим согласование и осуществление странами ЕС совместных внешнеполитических действий на основе единогласно принятых решений.
Амстердамский договор (1997 года) реформировал ОВПБ с целью повышения эффективности её функционирования. Были предусмотрены следующие институциональные новации:
- «Общая Стратегия»;
- возможность «конструктивного воздержания» от участия во внешнеполитических акциях;
- должность Верховного Представителя по ОВПБ и дополнительный аппарат внешнеполитического планирования в составе Генерального Секретариата Совета ЕС;
- положение о постепенном включении Западноевропейского союза и подчинённых ему органов в общую систему институтов ЕС.

Поворотным пунктом в решении вопроса об интеграции в ОВПБ стала встреча Ширака и Блэра в Сан-Мало в декабре 1998 г. Была сформулирована цель — обеспечить Евросоюзу военные возможности для выполнения так называемых «Петерсбергских миссий»
В июне 1999 года на саммите в Кёльне страны ЕС приняли решение об углублении ВП координации и переходе к проведению общей политики в области безопасности и обороны (ОЕПБО). Выработку и проведение этой политики вменили в обязанность верховному представителю ЕС по вопросам ВП и безопасности, на этот пост был назначен бывший генсекретарь НАТО Хавьер Солана. В руках верховного представителя стали концентрироваться полномочия, связанные с представительством полит. и военно-полит. интересов ЕС в отношениях с внешними партнерами.
Однако интеграция в ЕС в области взаимоотношений с внешним миром осуществляется прежде всего через межправительственную координацию и в гораздо меньшей мере — посредством делегирования полномочий на уровень интеграционного объединения. Сфера ВП остается довольно чувствительной, и государства весьма осторожны в том, что касается отказа от своих прав и возможностей в этой области. В результате из-за несовпадения ВП ориентиров и приоритетов стран-участниц «единая ВП» нередко оказывается невозможной даже на основе согласования позиций.
На саммите ЕС в Хельсинки (декабрь 1999) было решено создать к 2003 году потенциал, позволяющий в двухмесячный срок развернуть военный контингент численностью 60 тыс. человек («корпус быстрого развёртывания»), способный к самостоятельным действиям по выполнению всего спектра «Петерсбергских миссий».
С 2001 года по решению Ниццкого договора в Брюсселе начинают свою работу новые структуры ЕС — Комитет по политике и безопасности (на уровне дипломатических представителей стран-участниц) и Военный комитет (в составе начальников главных военных штабов стран Евросоюза).
Лиссабонский договор 2009 года расширил сферу полномочий ЕС в области внешней и оборонной политики. Была создана Европейская служба внешних связей, где одним из департаментов является Военный штаб ЕС.